# Fenerbahçe Spor Kulübü (fútbol)
El Fenerbahçe Spor Kulübü, conocido comúnmente como Fenerbahçe, pertenece a Estambul, Turquía. Fue fundado como club de fútbol en 1907 en el distrito de Kadıköy; su nombre proviene del barrio de Fenerbahçe que en turco significa Jardín del faro. Juega sus partidos de local en el estadio Şükrü Saracoğlu.
Es uno de los dos clubes más ganadores y con mayor afición de Turquía, junto con el Galatasaray. Cuenta con 35 títulos nacionales (diecinueve de Liga, siete de Copa y nueve Supercopas). 
Fue el primer club turco en ganar un título internacional al ser campeón de la Copa de los Balcanes en la temporada 1966-67. En competiciones de la UEFA, alcanzó los cuartos de final en la Recopa de Europa en la temporada 1963-64 y en la Liga de Campeones de la UEFA en la temporada 2007-08, además llegó a Semifinales de la Liga Europa de la UEFA en la temporada 2012-13.
Su eterno rival y con el que disputa el gran Clásico del fútbol turco o Clásico Intercontinental es el Galatasaray. También juega el derbi del Bósforo con el Besiktas de la ciudad de Estambul. Además de ser junto a estos dos clubes los únicos que disputaron todas las temporadas de la Superliga de Turquía.

## Historia

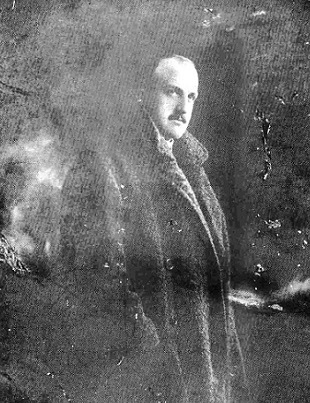
Ziya Songülen, fundador y primer presidente del Fenerbahçe.

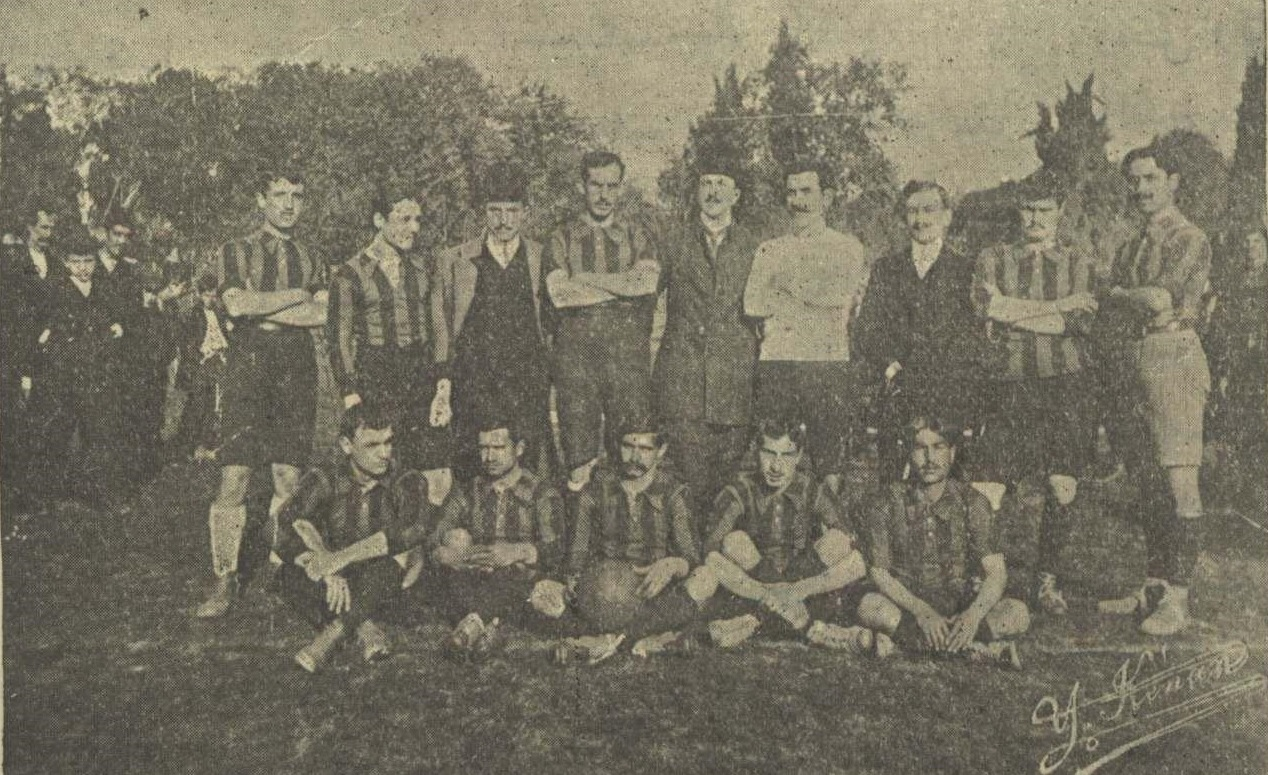
Primera plantilla y jugadores del Fenerbahçe (1907-08)

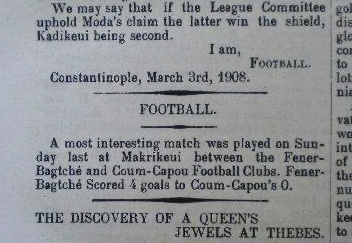
Noticia periodística del partido disputado por el Fenerbahçe el 1 de marzo de 1908

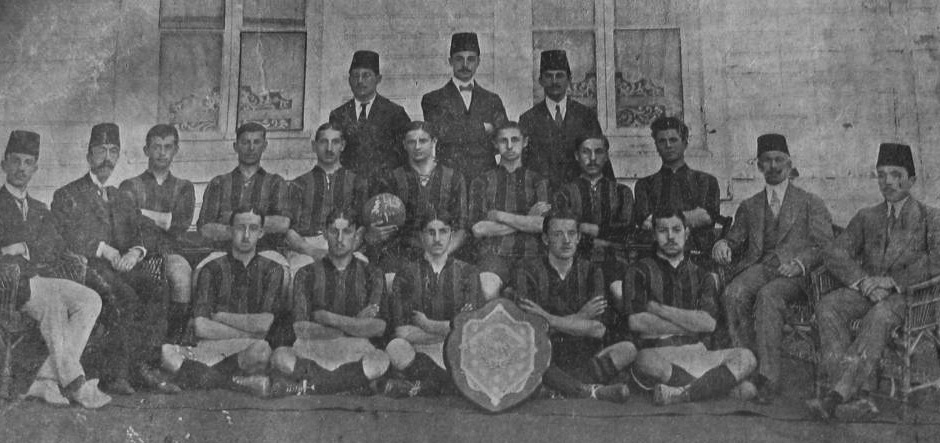
El primer campeonato del Fenerbahçe (1911-12)

### Primeros años (1907-1959)
El Fenerbahçe fue fundado el 3 de mayo de 1907 en el distrito asiático de Kadıköy, Estambul, por Ziya Songülen, Ayetullah Bey y Necip Okaner. Este grupo de jóvenes creó el club en secreto ya que en esa época el sultán Abdul Hamid II había prohibido la práctica del fútbol a los locales. Ziya Songülen fue designado el primer presidente del club, Ayetullah Bey secretario general y Necip Okaner capitán.
El faro situado en la punta del barrio de Fenerbahçe fue una gran influencia en el diseño del primer escudo del equipo, al igual que los narcisos blancos y amarillos que lo rodeaban. El uniforme fue diseñado a rayas verticales blancas y amarillas. En 1910, el escudo fue modificado por Hikmet Topuzer, en este mismo año, Ziya Songülen cambió los colores del club por amarillo y azul marino, colores que se mantienen en la actualidad.
Las actividades del equipo se mantuvieron en la clandestinidad hasta 1908, año en el que hubo una reforma legislativa que indicaba que todos los clubes de fútbol tenían que ser registrados ante la ley para existir legalmente. El Fenerbahçe se unió a la Liga de Fútbol de Estambul en 1909, terminando quinto en su primer año. La primera formación incluyó a Ziya Songülen, Ayetullah Bey, Necip Okaner, Galip Kulaksızoğlu, Hassan Sami Kocamemi, Asaf Beşpınar, Enver Yetiker, Şevkati Hulusi Bey, Fuat Hüsnü Kayacan, Hamit Hüsnü Kayacan y Nasuhi Baydar. En la temporada 1911-12, el Fenerbahçe se alzó con el título, siendo este el primer campeonato de su brillante historia.

### Los 60's y el inicio de la época profesional

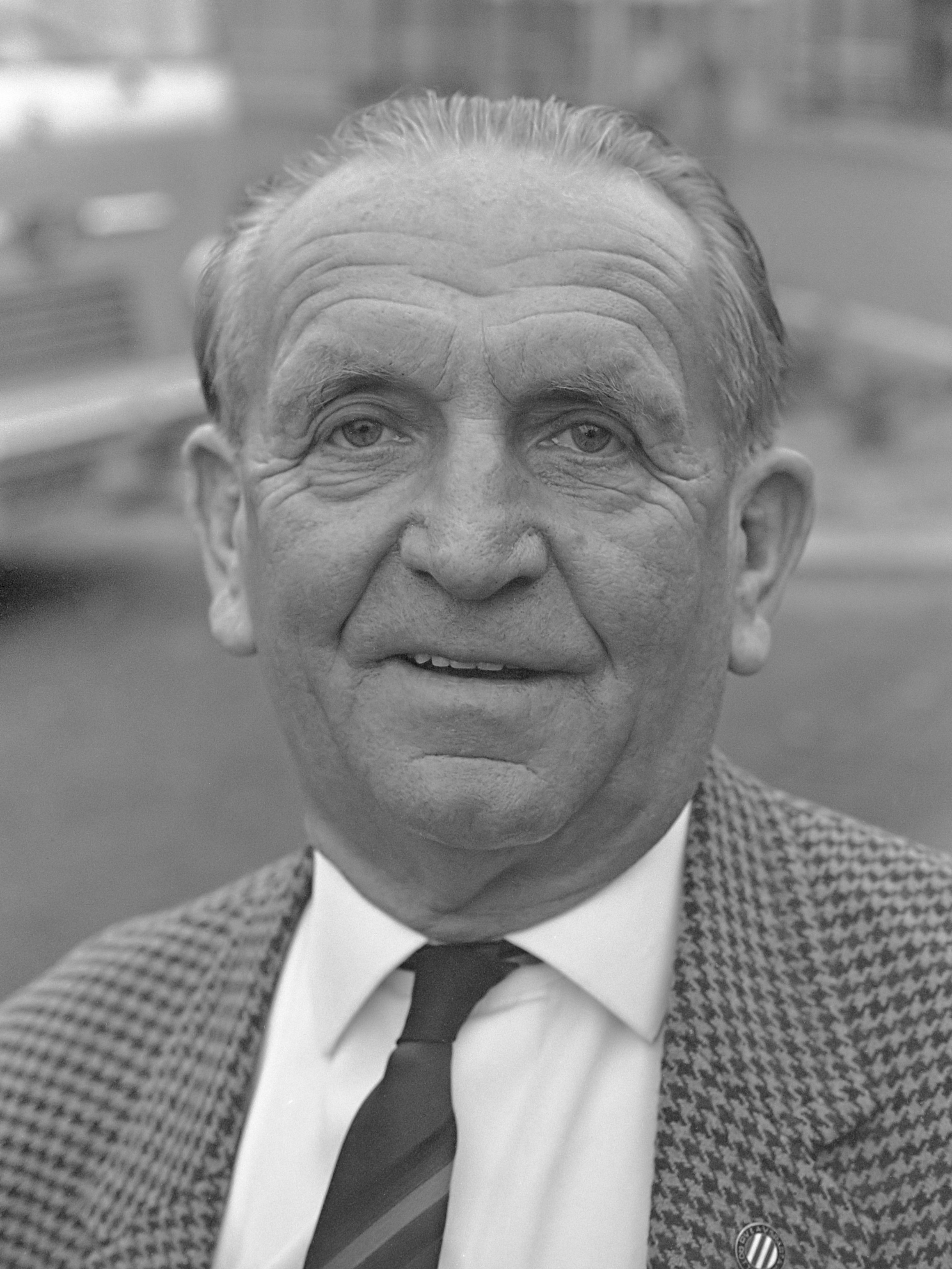
El entrenador húngaro, Ignác Molnár.

La Federación Turca de Fútbol (TFF por sus siglas en turco) fundó la Liga Profesional en 1959, que al día de hoy es la máxima categoría del fútbol turco bajo el nombre de Superliga de Turquía. El Fenerbaçe ganó la primera temporada derrotando por marcador global de 4 a 1 a su acérrimo rival, el Galatasaray. Al año siguiente, el club participó en la Copa de Campeones de Europa, siendo el primer equipo de Turquía en hacerlo. En la primera fase vencieron al Csepel SC de Hungría por marcador global de 4-3 para clasificarse a la segunda ronda, ya en esta instancia, fueron eliminados por el OGC Nice en un partido de desempate tras haber igualado en la ida y la vuelta. En la temporada 1963-64, el Fenerbaçe alcanzó los cuartos de final en la Recopa de Europa siendo eliminado por el MTK Budapest que a la postre sería subcampeón.
El club ganó otras cuatro Ligas en los 60's y terminó segundo tres veces siendo el equipo más ganador de esa década. El Fenerbahçe fue dirigido en esa época por Ignác Molnár, un famoso entrenador húngaro que introdujo un nuevo estilo de jugar al fútbol en Turquía. Bajo su mandato, el equipo logró derrotar en la primera fase de la Copa de Campeones de Europa de 1968-69 al Manchester City, quien era el campeón de Inglaterra en ese momento.

#### El primer campeonato internacional
En la Copa de los Balcanes de 1966-67 (una extinta competición de fútbol disputada por equipos de Albania, Bulgaria, Grecia, Rumanía, Turquía y Yugoslavia entre 1960 y 1994), el Fenerbahçe se coronó tras disputar un tercer partido definitorio contra el AEK Athens de Grecia ante 42,000 espectadores, convirtiéndose en el primer equipo turco en ganar un título internacional.

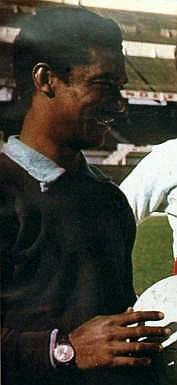
Didí dirigió al equipo entre 1972 y 1975.

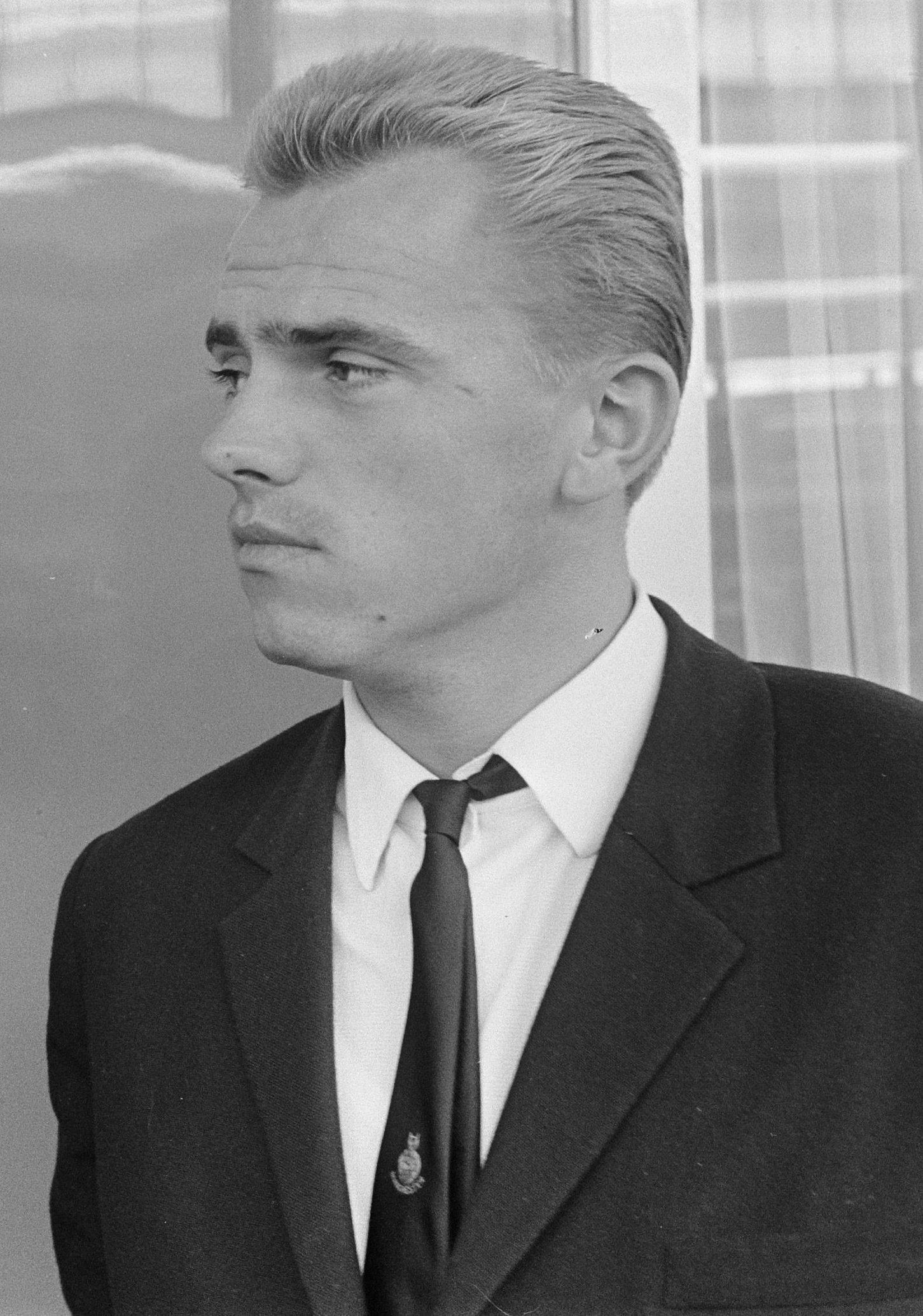
Kálmán Mészöly dirigió al club por un periodo corto en los 80.

### Los 70's y 80
En la década de 1970, el club contrató al entrenador brasileño Waldir Pereira, más conocido como Didí. El Fenerbahçe ganó cuatro títulos incluyendo un bicampeonato con Cemil Turan siendo el máximo goleador de la Liga tres veces. Los 70's marcaron una dura rivalidad con el Trabzonspor, compitiendo casi toda la década por el título entre uno y otro.
En los 80, el equipo ganó 3 títulos de Liga más. Bajo el mando del húngaro Kálmán Mészöly, el Fenerbahçe venció en la primera fase de la Copa de Campeones de Europa de 1985-86 al campeón francés Bordeaux después de una década en que ningún equipo turco había podido ganar en la competición.

### La sequía de los 90
Galatasaray y Beşiktaş dominaron la Liga turca durante los 90 ganando 9 de los 10 títulos posibles, el Fenerbahçe solo pudo arrebatarles una Superliga en la temporada 1995-96 bajo el mando de Carlos Alberto Parreira. En la Liga de Campeones de la UEFA de 1996-97 el club completó la fase de grupos con 7 puntos y venció al Manchester United en Old Trafford rompiendo una racha de 40 años invictos que los ingleses tenían en casa.

### El nuevo milenio
Fenerbahçe ganó el título de Liga en el 2001, negando así el pentacampeonato al Galatasaray. El siguiente año el equipo terminó segundo, a solo tres puntos del primer lugar con el nuevo entrenador Werner Lorant. La temporada de 2002-03 no fue buena, ya con el argentino Ariel Ortega el equipo terminó en la sexta posición. Sin embargo, esta temporada es recordaba por muchos aficionados debido a que se goleó al Galatasaray 6-0 en el Şükrü Saracoğlu el 2 de noviembre de 2002. Después del despido de Lorant, se contrató a otro técnico alemán, Christoph Daum, que ya había entrenado en Turquía ganando una Liga con el Beşiktaş en 1995. El Fenerbahçe contrató jugadores como Pierre van Hooijdonk, Mehmet Aurélio y Fábio Luciano en un proceso de restructuración. Estos jugadores llevaron al equipo a su decimoquinto título y a su tercera estrella (cada 5 títulos se tiene derecho a agregar una estrella al escudo en Turquía).
Para la siguiente temporada (2004-05), el bicampeonato llegó a pesar de que se peleó hasta último momento con el Trabzonspor y con esto el Fenerbahçe obtenía su título número dieciséis. El equipo perdió el título de la temporada 2005-06 en la última jornada al empatar frente al Denizlispor necesitando una victoria. Poco después, Christoph Daum fue cesado como director técnico.

## Uniforme
- Uniforme titular: Camiseta amarilla con líneas verticales azules, pantalón blanco y medias blancas.
- Uniforme visitante: Camiseta dorada, pantalón dorado y medias doradas.
- Uniforme alternativo: Camiseta azul, pantalón azul y medias azules.

### Cronología
| 2004-05 | 2005-06 | 2006-07 | 2007-08 | 2008-09 | 2009-10 | 2010-11 | 2011-12 | 2012-13 |
| 2013-14 | 2014-15 | 2015-16 | 2016-17 | 2017-18 | 2018-19 | 2019-20 | 2020-21 | 2021-22 |
| 2022-23 |         |         |         |         |         |         |         |         |

## Estadio
El Fenerbahçe juega sus partidos de local en el estadio Şükrü Saracoğlu ubicado en el distrito de Kadıköy, Estambul, desde 1908. Fue inaugurado en 1908 y renovado entre 1929 y 1932, 1965 y 1982 y en 1999 y 2006. El 4 de octubre de 2006, después de numerosas inspecciones de parte de la UEFA, el estadio Şükrü Saracoğlu fue seleccionado como sede de la final de la Copa de la UEFA del 2009, que quedó en la historia como la última final de este torneo ya que pasó a llamarse Liga Europa de la UEFA a partir de la temporada 2009-2010.
El estadio es llamado así desde 1998, en honor al legendario presidente del Fenerbahçe y sexto primer ministro de Turquía, Şükrü Saracoğlu. Actualmente es el cuarto estadio con mayor capacidad de Turquía, pudiendo albergar a 50.509 espectadores.

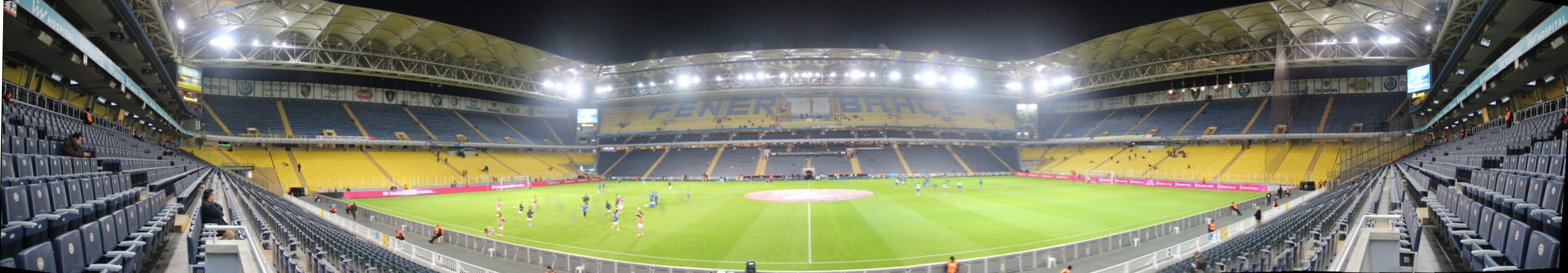
Panorámica del estadio Şükrü Saracoğlu en el año 2014.

## Entrenadores
| - 1957-1959 Ignace Molnar - 1959-1960 Mehmet Reşat Nayır - 1960-1961 Laszlo Szekelly - 1961-1962 Laszlo Szekelly Necdet Erdem - 1962-1964 Miroslav Kokotoviç - 1964-1965 Oscar Hold - 1965-1966 Necdet Erdem - 1966-1967 Abdullah Gegiç - 1967-1968 Ignace Molnar - 1969-1970 Fikret Kırcan Traian Ionescu - 1970-1971 Constantin Teasca - 1971-1972 Sabri Kiraz - 1972-1975 Didi - 1975-1976 Necdet Niş Abdullah Gegiç - 1976-1977 Nedim Günar - 1977-1977 Tomislav Kaleperoviç - 1977-1977 Ilie Datcu - 1977-1978 Tomislav Kaleperoviç - 1978-1979 Necdet Niş - 1979-1979 Şükrü Ersoy - 1979-1980 Ziya Şengül - 1980-1980 Friedel Rausch - 1980-1982 Enver Katip Friedel Rausch - 1982-1984 Branko Stanković | - 1984-1985 Todor Veselinović - 1985-1986 Kálmán Mészöly - 1986-1987 Branko Stanković - 1987-1987 Yılmaz Yücetürk - 1987-1987 Yılmaz Yücetürk Birol Pekel - 1987-1988 Pál Csernai - 1988-1989 Todor Veselinović - 1989-1990 Ömer Kaner Todor Veselinović - 1990-1991 Guus Hiddink - 1991-1993 Jozef Vengloš - 1993-1994 Holger Osieck - 1994-1995 Holger Osieck - 1995-1995 Tomislav Ivić - 1995-1996 Carlos Alberto Parreira - 1994-1995 Sebastião Lazaroni - 1995-1996 Todor Veselinović - 1997-1998 Otto Barić Cem Muratoğlu - 1998-1999 Joachim Löw - 1999-2000 Rıdvan Dilmen - 2000-2000 Turhan Sofuoğlu - 2000-2000 Zdeněk Zeman - 2000-2002 Mustafa Denizli - 2002-2002 Werner Lorant - 2002-2003 Oğuz Çetin Tamer Güney | - 2003-2006 Christoph Daum - 2006-2008 Zico - 2008-2009 Luis Aragonés - 2009-2010 Christoph Daum - 2010-2013 Aykut Kocaman - 2013-2014 Ersun Yanal - 2014-2015 İsmail Kartal - 2015-2016 Vítor Pereira - 2016-2017 Dick Advocaat - 2017-2018 Aykut Kocaman - 2018 Phillip Cocu - 2018-2020 Ersun Yanal - 2020-2021 Erol Bulut - 2021 Emre Belözoğlu (interino) - 2021 Vítor Pereira - 2022 İsmail Kartal - 2022-2023 Jorge Jesús - 2023-2024 İsmail Kartal - 2024- José Mourinho |

## Palmarés
Torneos nacionales (54)
| Competición nacional                | Títulos | Subtítulos |
| ----------------------------------- | --- | --- |
| Superliga de Turquía (19/26)        | 1959, 1960-61, 1963-64, 1964-65, 1967-68, 1969-70, 1973-74, 1974-75, 1977-78, 1982-83, 1984-85, 1988-89, 1995-96, 2000-01, 2003-04, 2004-05, 2006-07, 2010-11, 2013-14 | 1959–60, 1961–62, 1966–67, 1970–71, 1972–73, 1975–76, 1976–77, 1979–80, 1983–84, 1989–90, 1991–92, 1993–94, 1997–98, 2001–02, 2005–06, 2007–08, 2009–10, 2011–12, 2012–13, 2014–15, 2015–16, 2017–18, 2021–22, 2022–23, 2023–24, 2024-25 |
| Copa de Turquía (7/11)              | 1967–68, 1973–74, 1978–79, 1982–83, 2011–12, 2012–13, 2022–23 | 1962–63, 1964–65, 1988–89, 1995–96, 2000–01, 2004–05, 2005–06, 2008–09, 2009–10, 2015–16, 2017–18 |
| Supercopa de Turquía (9/10)         | 1968, 1973, 1975, 1984, 1985, 1990, 2007, 2009, 2014 | 1970, 1974, 1978, 1979, 1983, 1989, 1996, 2012, 2013, 2023 |
| Campeonato Amateur de Turquía (3/2) | 1933, 1935, 1944 (récord compartido) | 1940, 1947 |
| División Nacional (6/2)             | 1937, 1940, 1943, 1945, 1946, 1950 (récord) | 1944, 1947 |
| Copa Presidente (8/7)               | 1945, 1946, 1950, 1973, 1980, 1989, 1993, 1998 (récord) | 1944, 1971, 1976, 1977, 1992, 1994, 1995. |
| Copa Atatürk (2)                    | 1964, 1998 (récord) | |

Torneos regionales (21)
| Torneos regionales        | Títulos | Subtítulos |
| ------------------------- | --- | ---------- |
| Liga de Estambul (16)     | 1911–12, 1913–14, 1914–15, 1920–21, 1922–23, 1929–30, 1932–33, 1934–35, 1935–36, 1936–37, 1943– 44, 1946–47, 1947–48, 1952–53, 1956–57, 1958–59 (récord) |            |
| Copa de Estambul (1)      | 1945 |            |
| Supercopa de Estambul (4) | 1930, 1934, 1938, 1939 (récord) |            |

Torneos internacionales (1)
| Competición internacional | Títulos | Subtítulos |
| ------------------------- | ------- | ---------- |
| Copa de los Balcanes (1)  | 1967    |            |

- Semifinalista de la Liga Europa (1): 2012-13.

Torneos amistosos
- Copa Antalya (1): 2007
- Copa General Harrington (1): 1923. (récord)
- Copa Flota (4): 1982, 1983, 1984, 1985 (récord)
- Copa TSYD (12): 1969, 1973, 1975, 1976, 1978, 1979, 1980, 1982, 1985, 1986, 1994, 1995 (récord compartido)
- Copa Desafío TSYD (2): 1976, 1980 (récord)
- Copa SporToto (1): 1967

## Participación en competiciones de la UEFA

### Estadísticas
Nota: En negrita competiciones activas.
| Competición                         | Temp. | PJ  | PG | PE | PP  | GF  | GC  | Dif. | Puntos | Títulos | Subtítulos |
| ----------------------------------- | ----- | --- | -- | -- | --- | --- | --- | ---- | ------ | ------- | ---------- |
| Liga de Campeones de la UEFA        | 26    | 105 | 32 | 20 | 53  | 119 | 177 | -58  | 116    | –       | –          |
| Liga Europa de la UEFA              | 25    | 124 | 52 | 30 | 42  | 167 | 160 | +7   | 186    | –       | –          |
| Liga Europa Conferencia de la UEFA  | 1     | 4   | 2  | 0  | 2   | 13  | 6   | 7    | 6      | –       | –          |
| Recopa de Europa de la UEFA         | 2     | 9   | 3  | 1  | 5   | 11  | 11  | 0    | 10     | –       | –          |
| Total                               | 54    | 240 | 87 | 51 | 102 | 301 | 354 | -53  | 312    | 0       | 0          |
| Actualizado a la Temporada 2021-22. |       |     |    |    |     |     |     |      |        |         |            |